# Turvolândia
Turvolândia is een gemeente in de Braziliaanse deelstaat Minas Gerais. De gemeente telt 5.020 inwoners (schatting 2009).

## Aangrenzende gemeenten
De gemeente grenst aan Carvalhópolis, Cordislândia, Machado, Poço Fundo, São Gonçalo do Sapucaí, São João da Mata en Silvianópolis.